# Elektriciteitscentrale Lippendorf
De Lippendorf elektriciteitscentrale is een bruinkoolgestookte thermische centrale in Lippendorf, gemeente Neukieritzsch, Duitsland. De centrale werd gebouwd van 1964 tot 1968 en had een 300 meter hoge schoorsteen. De schoorsteen werd afgebroken in 2005.
De centrale had een vermogen van 1800 megawatt, onderverdeeld in vier eenheden van 400 megawatt en een van 200 megawatt. De centrale werd tussen 1997 en 2000 vervangen door een modernere centrale die de oorspronkelijke koeltoren als schoorsteen gebruikt.